# Llista de muntanyes de l'Alt Vinalopó
Llista de muntanyes a la comarca de l'Alt Vinalopó, al País Valencià.
| Nom                                 | Altura   | Municipi         | Unitat de relleu       | Coordenades                                            | Foto |
| ----------------------------------- | -------- | ---------------- | ---------------------- | ------------------------------------------------------ | ---- |
| la Capella                          | 1.238 m. | Villena          | Serra de Salines       | 38° 29′ 48″ N, 1° 00′ 49″ O / 38.4967107°N,1.0137109°O |      |
| Pic del Reconco                     | 1.205 m. | Biar             | Serra del Reconco      | 38° 37′ 47″ N, 0° 43′ 09″ O / 38.6297972°N,0.7190777°O |      |
| Alt de la Gota                      | 1.192 m. | Biar             | Serra d'Onil           | 38° 39′ 29″ N, 0° 40′ 42″ O / 38.6580866°N,0.678406°O  |      |
| Alto de la Retora                   | 1.116 m. | Villena          | Serra de Salines       | 38° 30′ 34″ N, 0° 58′ 34″ O / 38.509412°N,0.9762484°O  |      |
| Alto de la Retora                   | 1.116 m. | Salines          | Serra de Salines       | 38° 30′ 34″ N, 0° 58′ 34″ O / 38.509412°N,0.9762484°O  |      |
| el Cabeço Gordo                     | 1.062 m. | Biar             | Serra de la Fontanella | 38° 39′ 50″ N, 0° 43′ 37″ O / 38.6639624°N,0.7269969°O |      |
| Penya Tallada                       | 1.044 m. | Biar             | Serra del Frare        | 38° 36′ 43″ N, 0° 46′ 42″ O / 38.6119473°N,0.7782726°O |      |
| Alt Redó                            | 1.018 m. | Biar             | Serra del Frare        | 38° 36′ 35″ N, 0° 45′ 58″ O / 38.6098254°N,0.7661389°O |      |
| l'Ascenció (o Alt dels Tres Pinets) | 1.013 m. | Beneixama        | Serra de la Solana     | 38° 44′ 08″ N, 0° 45′ 23″ O / 38.7355354°N,0.7563655°O |      |
| Alt del Carrascalet                 | 1.001 m. | Beneixama        | Serra de la Solana     | 38° 44′ 06″ N, 0° 47′ 23″ O / 38.7349624°N,0.7897471°O |      |
| la Peñarrubia                       | 932 m.   | Villena          | Serra de la Peñarrubia | 38° 35′ 40″ N, 0° 48′ 54″ O / 38.5944608°N,0.8149574°O |      |
| la Peñarrubia                       | 932 m.   | Saix             | Serra de la Peñarrubia | 38° 35′ 40″ N, 0° 48′ 54″ O / 38.5944608°N,0.8149574°O |      |
| el Morrón                           | 908 m.   | Villena          | Serra del Morrón       | 38° 42′ 05″ N, 0° 51′ 49″ O / 38.7014575°N,0.8637297°O |      |
| Alto del Barranco del Infierno      | 902 m.   | Villena          | Serra de la Solana     | 38° 43′ 19″ N, 0° 51′ 01″ O / 38.7220373°N,0.8501846°O |      |
| Alt de la Safra                     | 895 m.   | Villena          | Serra de la Safra      | 38° 44′ 10″ N, 0° 50′ 17″ O / 38.7361612°N,0.8379591°O |      |
| Alt de la Safra                     | 895 m.   | la Canyada       | Serra de la Safra      | 38° 44′ 10″ N, 0° 50′ 17″ O / 38.7361612°N,0.8379591°O |      |
| Alt de la Safra                     | 895 m.   | Beneixama        | Serra de la Safra      | 38° 44′ 10″ N, 0° 50′ 17″ O / 38.7361612°N,0.8379591°O |      |
| Peñón del Rocín                     | 883 m.   | Villena          | la Herrada del Rocín   | 38° 46′ 35″ N, 0° 56′ 58″ O / 38.7762515°N,0.9494424°O |      |
| Cabrera                             | 873 m.   | Villena          | Serra de Cabrera       | 38° 32′ 19″ N, 0° 51′ 57″ O / 38.5387419°N,0.865836°O  |      |
| Cabrera                             | 873 m.   | Saix             | Serra de Cabrera       | 38° 32′ 19″ N, 0° 51′ 57″ O / 38.5387419°N,0.865836°O  |      |
| Cabrera                             | 873 m.   | Salines          | Serra de Cabrera       | 38° 32′ 19″ N, 0° 51′ 57″ O / 38.5387419°N,0.865836°O  |      |
| Loma de Santa Bárbara               | 867 m.   | Saix             | Serra del Puntal       | 38° 33′ 35″ N, 0° 46′ 17″ O / 38.5598152°N,0.7714357°O |      |
| Alto de Don Pedro                   | 867 m.   | Salines          | Serra de la Sima       | 38° 28′ 55″ N, 0° 55′ 56″ O / 38.481828°N,0.9322206°O  |      |
| Pic de l'Àguila (o Alt de la Bola)  | 844 m.   | Salines          | Serra de l'Ombria      | 38° 28′ 31″ N, 0° 52′ 28″ O / 38.475281°N,0.8743386°O  |      |
| Alts Cepellats                      | 804 m.   | Salines          | Serra de la Sima       | 38° 28′ 44″ N, 0° 56′ 54″ O / 38.4789535°N,0.9482173°O |      |
| Cabeço de Valero                    | 784 m.   | Biar             | Serra del Frare        | 38° 35′ 47″ N, 0° 46′ 23″ O / 38.5962719°N,0.7729356°O |      |
| cim de la Serra de la Vila          | 778 m.   | Villena          | Serra de la Vila       | 38° 38′ 25″ N, 0° 50′ 53″ O / 38.6403801°N,0.8481515°O |      |
| Monte de los Arenales               | 764 m.   | Villena          | Serra de Enmedio       | 38° 34′ 01″ N, 0° 59′ 19″ O / 38.5668973°N,0.9886724°O |      |
| Puntal de los Carniceros            | 754 m.   | Villena          | Serra del Morrón       | 38° 41′ 04″ N, 0° 52′ 11″ O / 38.6843411°N,0.8697379°O |      |
| Loma del Mojón                      | 752 m.   | Villena          | Serra del Castellar    | 38° 36′ 25″ N, 0° 57′ 55″ O / 38.6070385°N,0.9652621°O |      |
| Roca Roja                           | 723 m.   | Villena          | Serra de Alhacera      | 38° 39′ 07″ N, 1° 00′ 21″ O / 38.6518851°N,1.0059619°O |      |
| les Penyetes                        | 687 m.   | el Camp de Mirra |                        | 38° 40′ 44″ N, 0° 47′ 21″ O / 38.678801°N,0.7892696°O  |      |
| Cabezo de la Virgen                 | 681 m.   | Villena          |                        | 38° 37′ 48″ N, 0° 56′ 40″ O / 38.6299189°N,0.9445018°O |      |
| Cerro de los Purgaticos             | 676 m.   | Villena          | Serra de la Vila       | 38° 39′ 13″ N, 0° 49′ 24″ O / 38.6537388°N,0.8232766°O |      |
| Cerro de los Purgaticos             | 676 m.   | la Canyada       | Serra de la Vila       | 38° 39′ 13″ N, 0° 49′ 24″ O / 38.6537388°N,0.8232766°O |      |
| Cabezo de la Escoba                 | 632 m.   | Villena          | Serra de la Solana     | 38° 41′ 49″ N, 0° 54′ 35″ O / 38.696938°N,0.9097725°O  |      |